# Rottweil
Rottweil  est une ville d'Allemagne, située dans un méandre du Neckar à environ 90 km au sud de Stuttgart. C’est la plus ancienne ville du Bade-Wurtemberg, datant de 73 apr. J.-C. Cette commune romaine créée sous l’empereur Vespasien s’appelait Arae Flaviae. 
Elle est surtout connue pour son carnaval (Fasnet) remontant au XVIe siècle, pour son défilé de masques de fous (Narrensprung), pour son centre-ville médiéval et baroque mais aussi pour le chien Rottweiler qui autrefois était un chien de boucher, mais surtout un chien utilisé pour tracter les wagonnets dans les mines. Cette ville a également donné son nom à une célèbre et réputée marque de munitions, de cartouches de chasse, pour canons lisses et rayés, principalement. Fortifications, tours gothiques, oriels peints et maisons à colombages tracent le cheminement historique de l'ancienne Ville libre d'Empire.

## Histoire
| Appartenances historiques Duché de Souabe 915-1140 Saint-Empire (Ville libre) 1140-1802 Duché de Wurtemberg 1802-1803 Électorat de Wurtemberg 1803–1806 Royaume de Wurtemberg 1806–1918 République de Weimar 1918–1933 Reich allemand 1933–1945 Allemagne occupée 1945–1949 Allemagne 1949–présent |

Rottweil fut fondée par les Romains sous l’empereur Vespasien en l’an 73 apr. J.-C. afin de créer une tête de pont sur la voie menant de Strasbourg au Danube. La Rottweil romaine était le chef-lieu d’une civitas, sorte de colonie romaine et à l’époque la seule municipalité romaine de l’actuel Bade-Wurtemberg. L’empereur Domitien (90 apr. J.-C.) n’ayant pas donné trop d’importance à cette région éloignée, Arae Flaviae ne se développera pas durant les deux siècles suivants.
À la suite de la chute de Rottweil et de son abandon en l’an 260 par les Romains devant les hordes alamanes, la ville ne fut que peu habitée et perdit son nom latin.

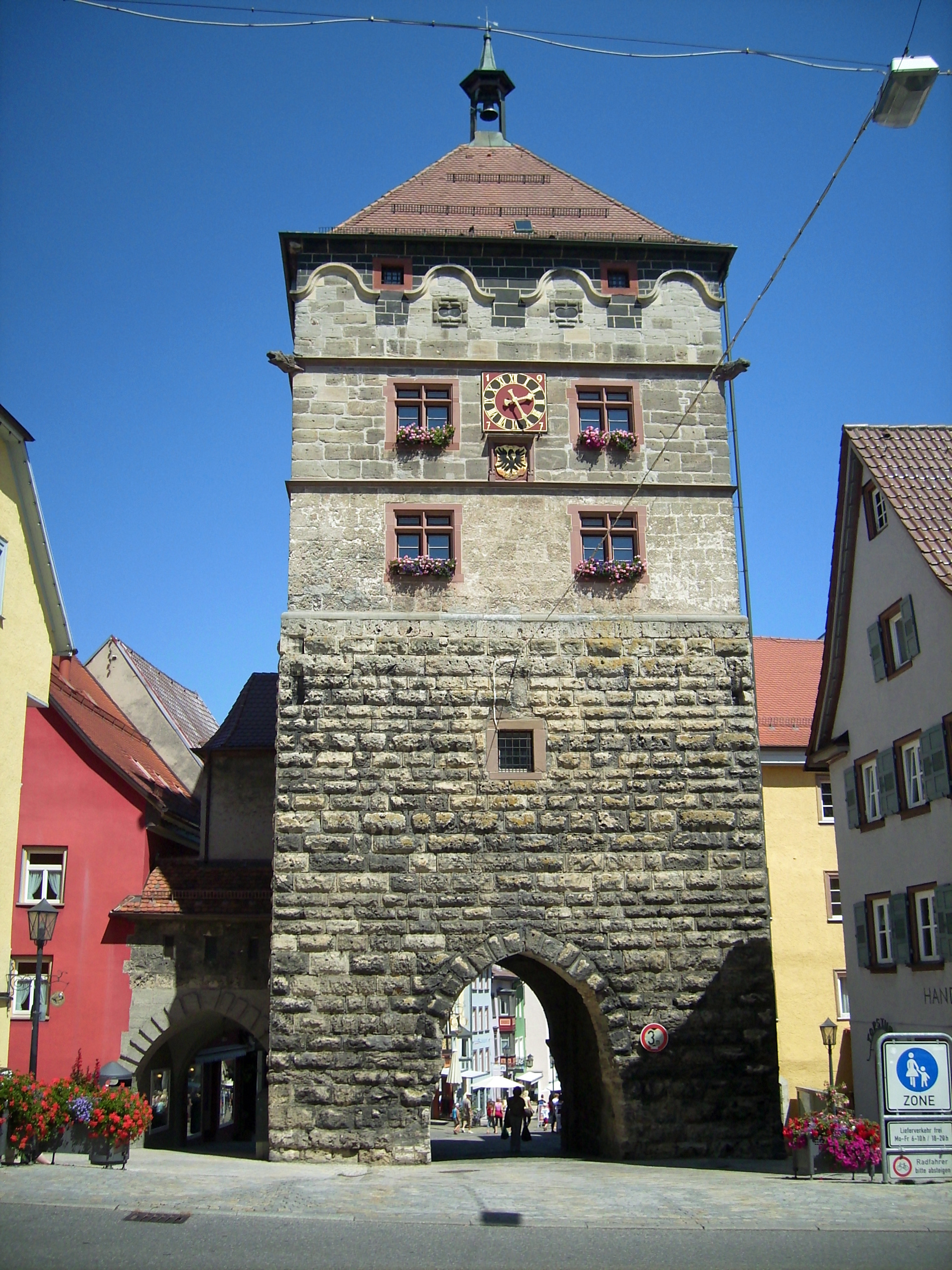
La Porte noire (XIII)

Eu égard aux infrastructures laissées par les Romains, un Duché alaman s’établit et le nom Rotuvila est évoqué pour la première fois en 771 dans un acte de la cour impériale carolingienne du Saint Empire Romain Germanique. Celui-ci attacha beaucoup d’importance à la pace de Rotuvila pour son rôle de cour de justice de l’empire. Rôle qui restera longtemps jusque dans la deuxième partie du Moyen Âge.
Durant la deuxième partie du Moyen Âge, la ville fut déplacée et construite sur un promontoire rocheux surplombant le Neckar. C’est la ville médiévale que l’on connaît aujourd’hui avec ses maisons bourgeoises à colombage et ses nombreuses églises. C’est à cette époque que Rotuvila devient Rotwil, puis plus tard Rottweil. Rot étant la couleur rouge, synonyme de la couleur des bâtiments et des ruines romaines encore visibles pendant le Moyen Âge.
Selon des documents anciens, la fondation de la fabrique de poudre Rottweil sur les rives du Neckar remonte au XVe siècle. Le nom de Rottweil doit sa célébrité aux cartouches de chasse Waidmannsheil noire.
Depuis 1971, les cartouches de chasse Rottweil sont fabriquées par la société RUAG Amnotec à Fürth.
La guerre de Trente Ans fut le début de la fin de Rottweil en tant que Ville Franche, elle fut intégrée dans le Royaume du Wurtemberg (Württemberg) en 1802 après la Recès d'Empire.

## Culture et monuments
Le centre médiéval de Rottweil, avec ses fontaines et ses maisons bourgeoises aux fenêtres en saillie alignées à la manière suisse, est presque sans égal et présente une image pittoresque unique de ce que pouvait être une ville bourgeoise au Moyen Âge. En y ajoutant la cathédrale, édifiée entre 1430 et 1534, l’église baroque des Dominicains, la Tour haute et la Tour de la chapelle — l’une des plus belles tours d’église entre Paris et Prague — l’église Prediger et la chapelle St-Laurent (Lorenzkapelle), cet ensemble donne à Rottweil une silhouette incomparable. Bien que la plupart des fortifications fussent démontées au cours des âges, la Tour à poudre, la Porte noire et le pont-haut évoquent une cité médiévale bien conservée.
Le plafond de l’église des Dominicains (Dominkanerkirche) représente une fresque unique en son genre : la mort du maréchal Guébriant durant le siège des troupes de Louis XIII devant la ville vers la fin de la guerre de Trente Ans (1640). Une chanson enfantine datant de cette époque évoque le maréchal ayant « perdu ses tripes » devant Rottweil. En fait, il mourut de ses blessures dans un hôtel de la ville (Hotel Paradies)[réf. nécessaire], selon d'autres sources au couvent des Dominicains. La guerre de Trente Ans fut le début de la fin de Rottweil en tant que ville franche, elle fut intégrée au duché de Wurtemberg en 1802 après le recès d'Empire.

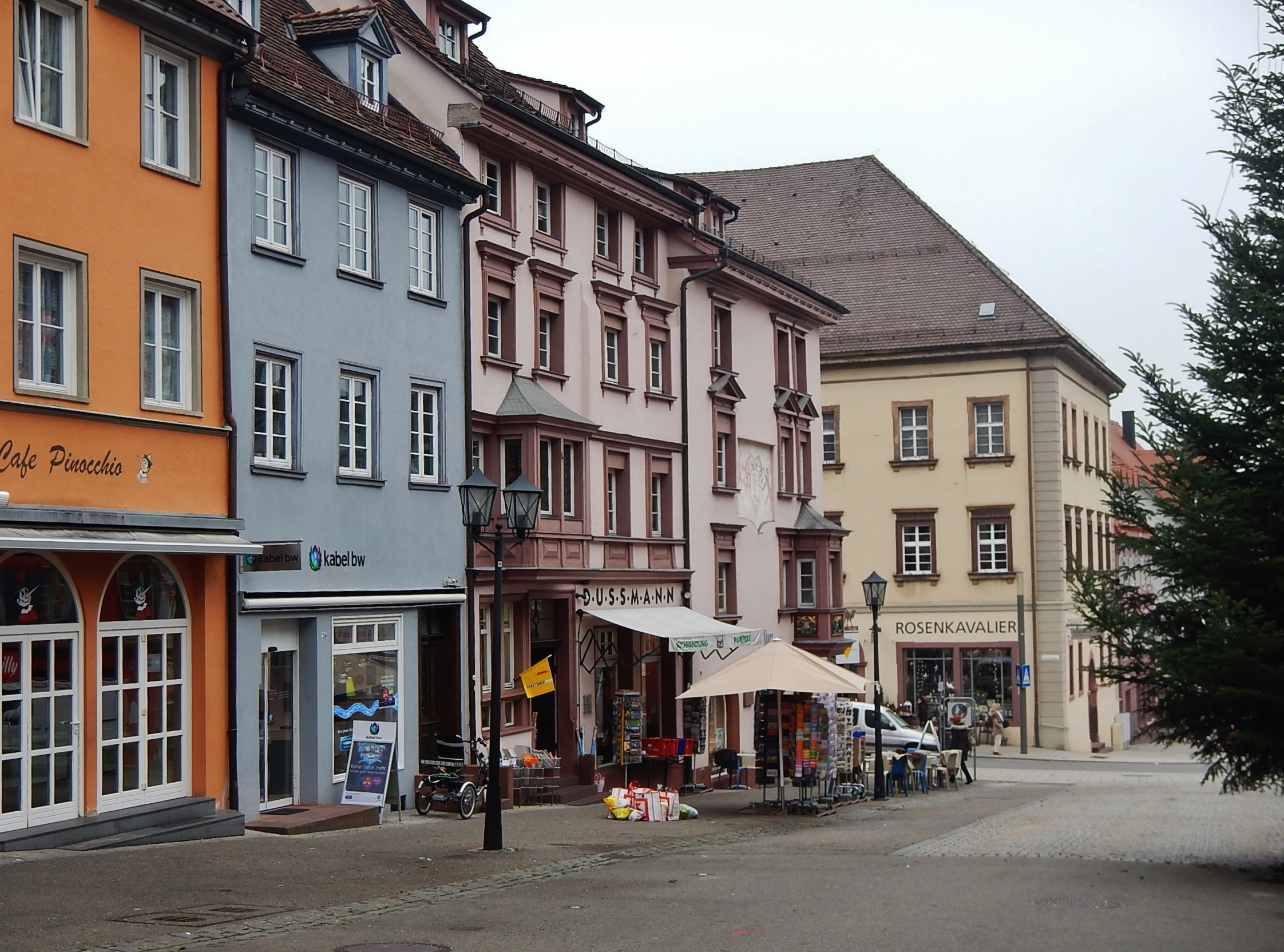
Maisons dans le centre.
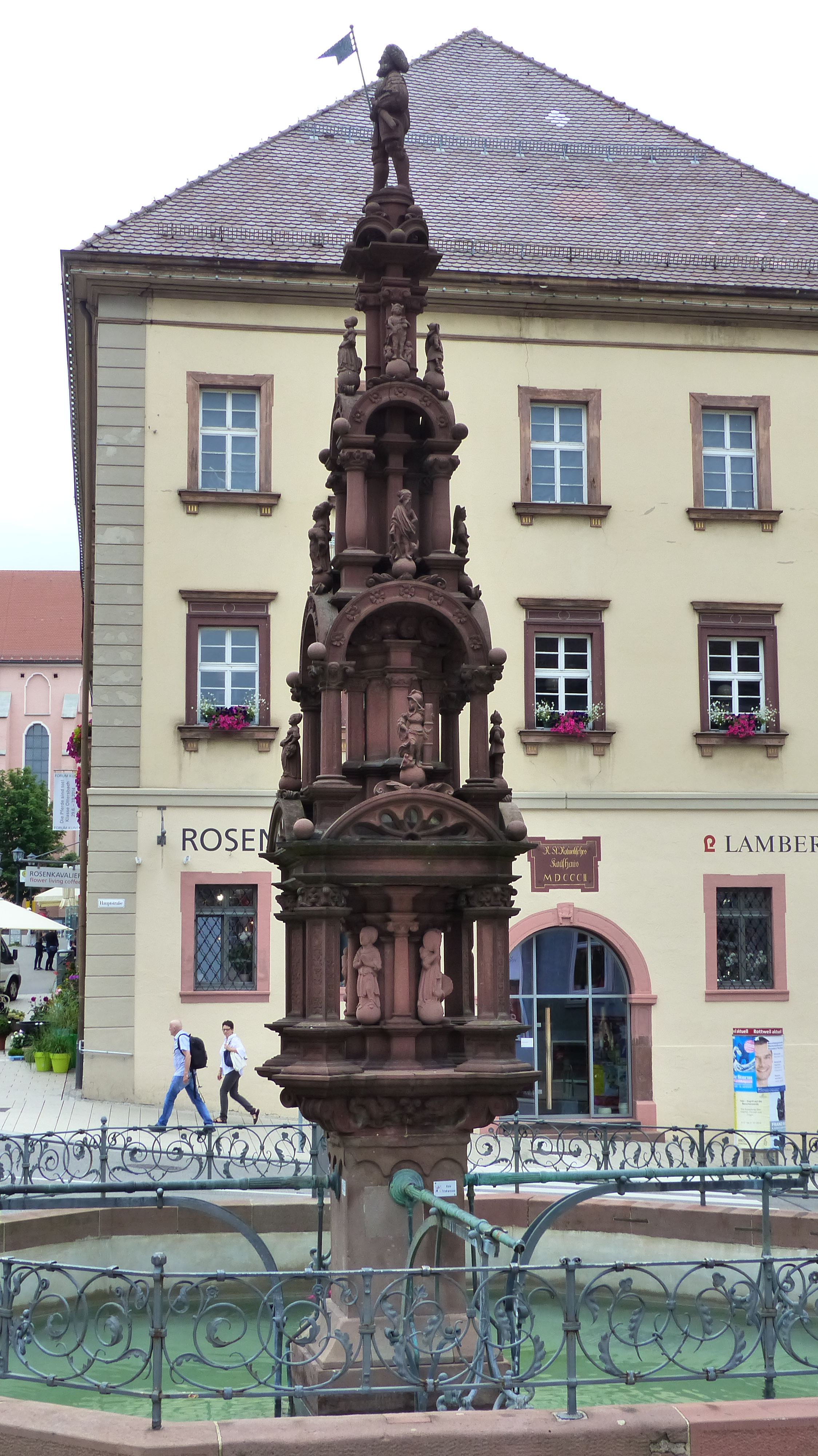
La fontaine du marché.
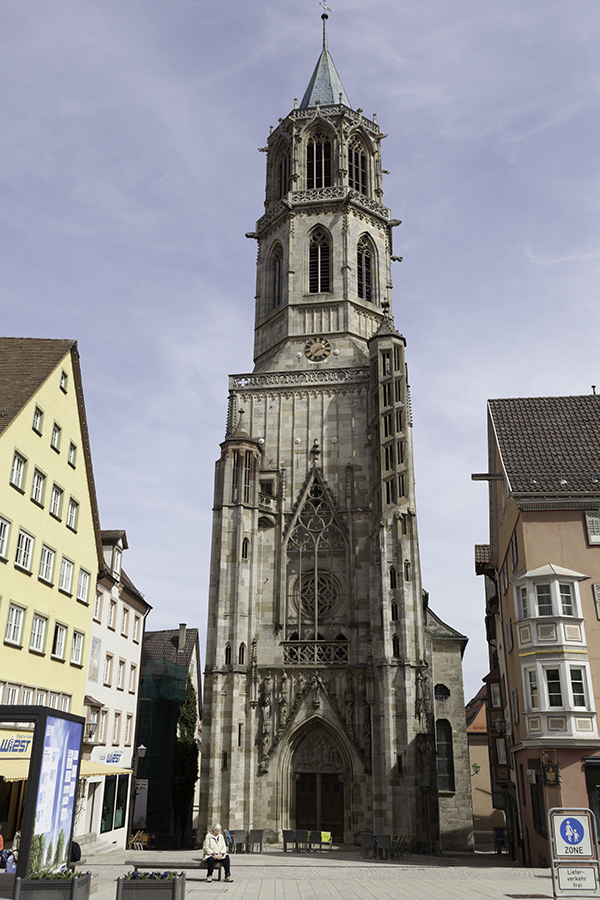
La Kapellenkirche.
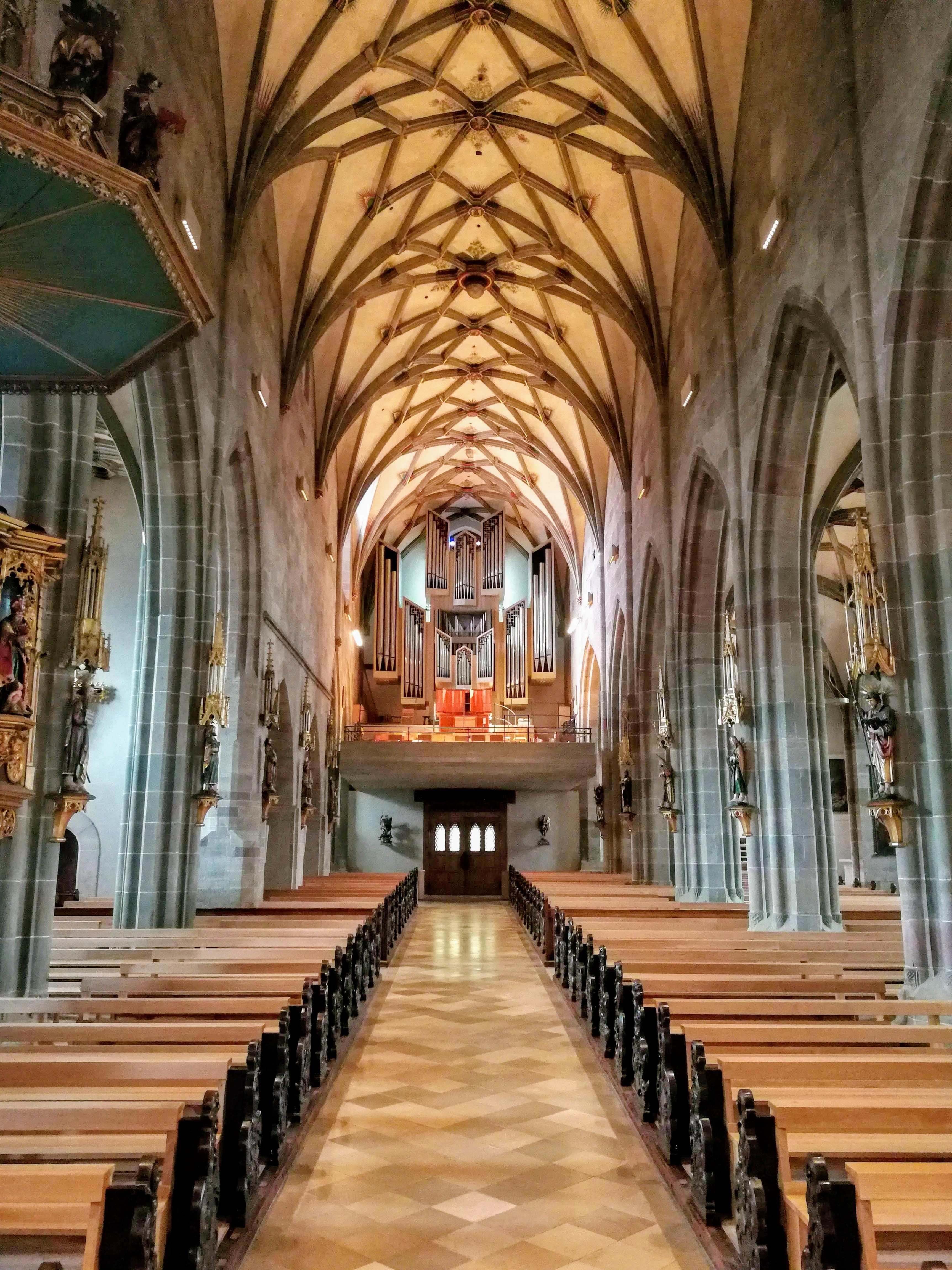
La nef de l'église Sainte-Croix (Kapellenkirche).
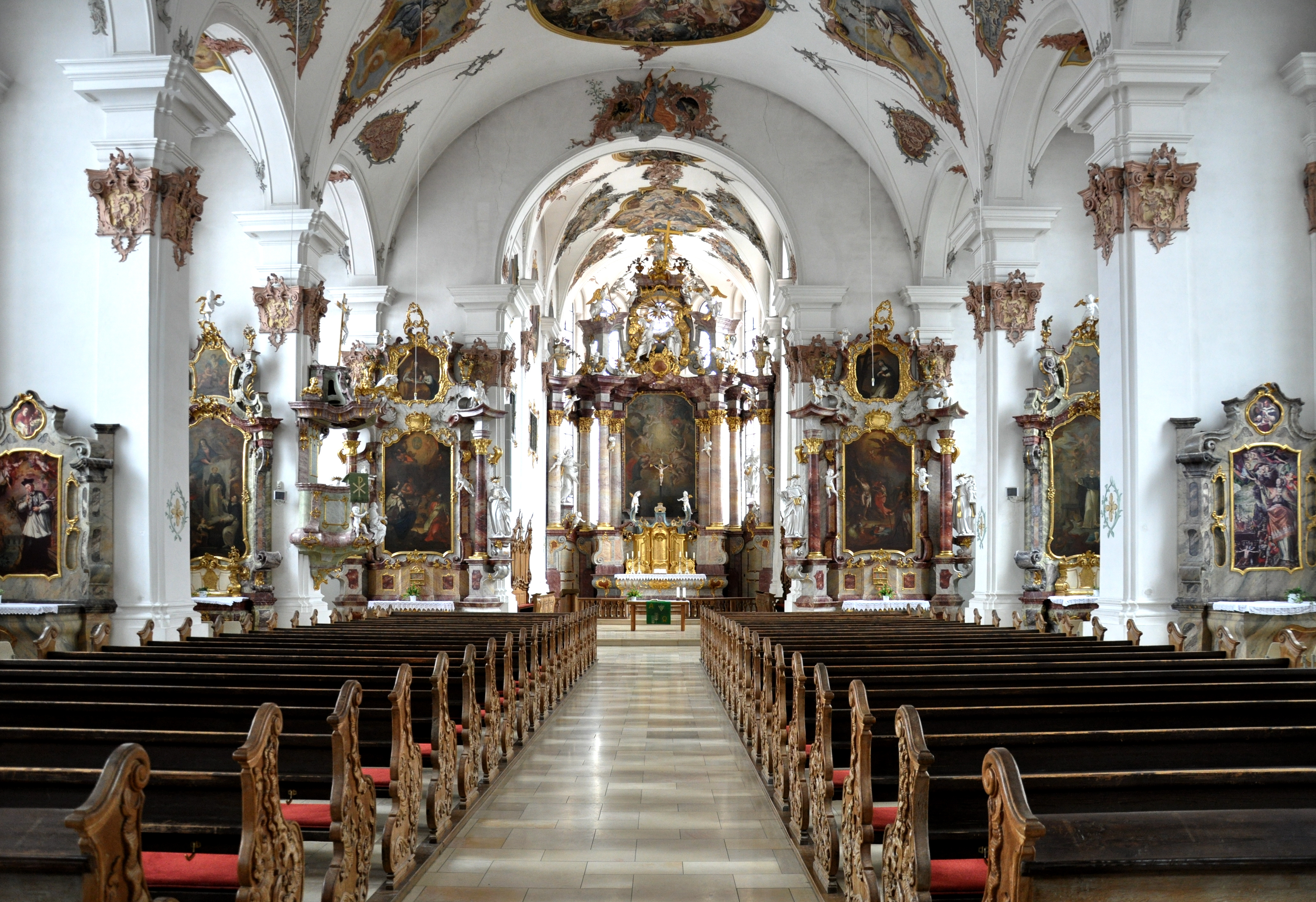
Intérieur baroque de l’église des Dominicains.

## Musée

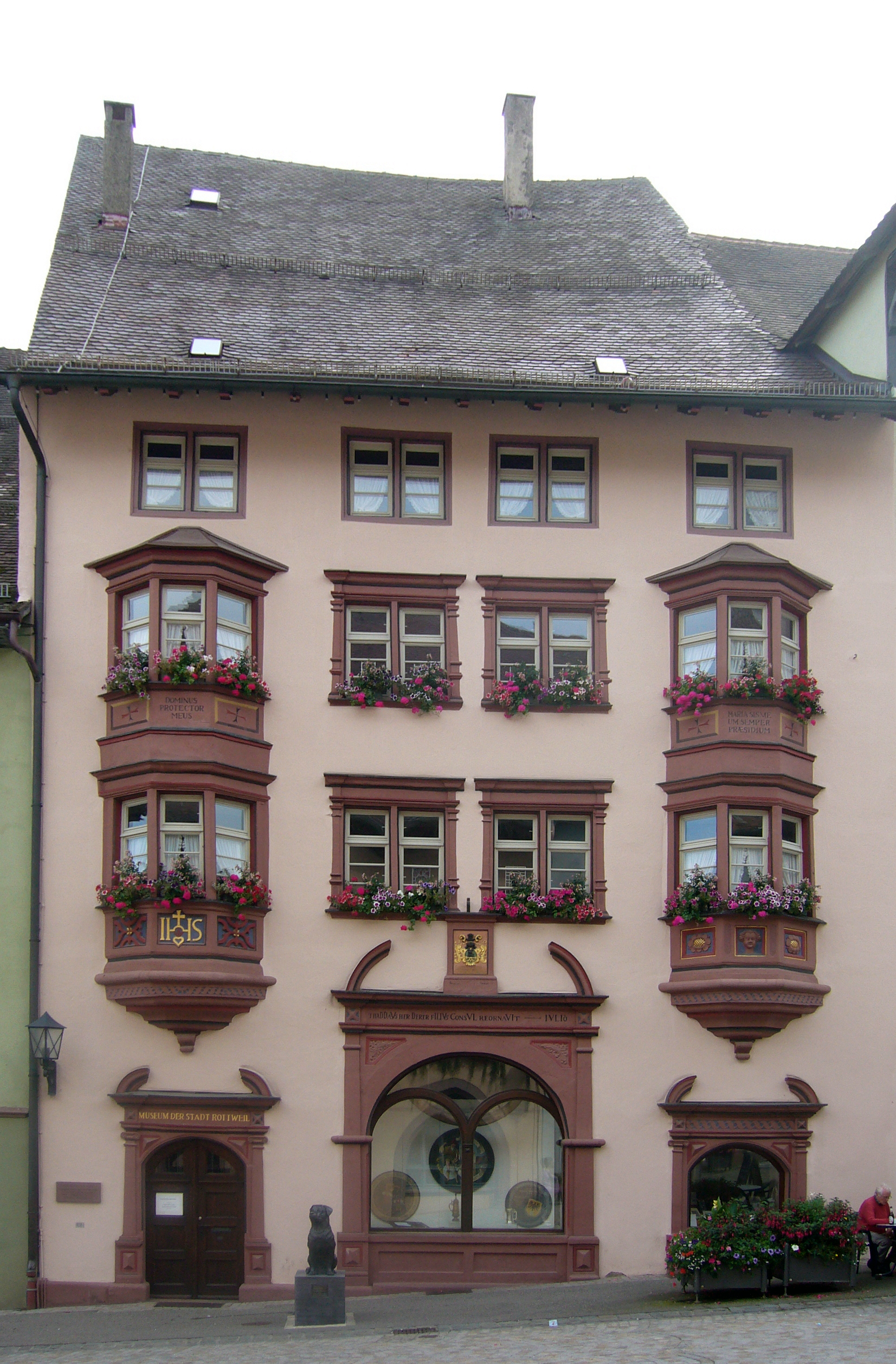
Musée municipal avec ses oriels symétriques et la sculpture d’un Rottweiler devant la façade

Le musée des Dominicains (Dominikanermuseum) doit son nom au monastère dominicain fondé dans la ville en 1266, dont il ne reste aujourd’hui que l’église baroque. Le musée construit en 1992 et très intéressant d’un point de vue architectural, permet d’admirer différents objets datant de l’époque romaine découverts lors de fouilles à Rottweil.

## Carnaval

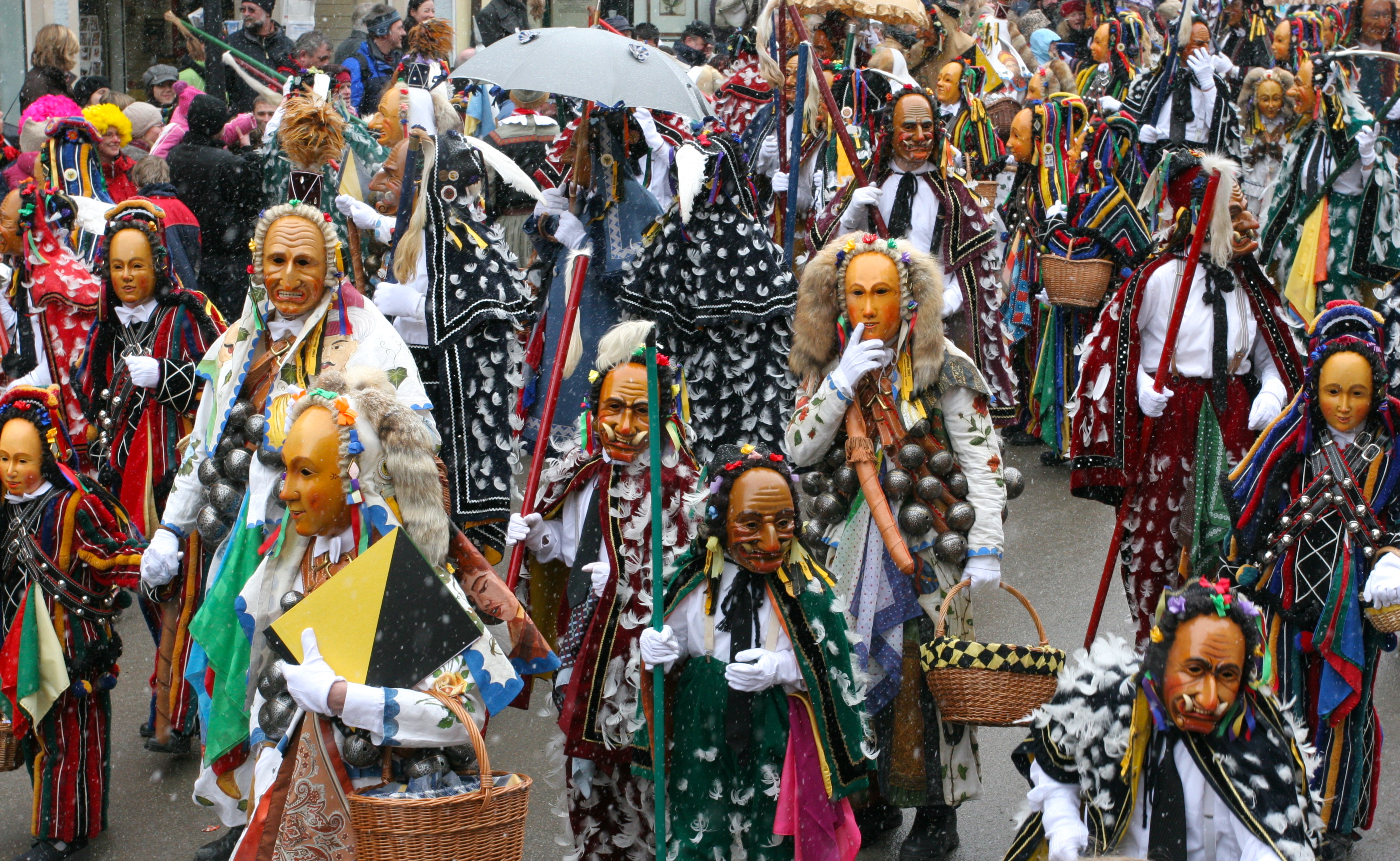
Le carnaval de Rottweil. Février 2006.

Ce que les habitants de Rottweil cultivent de mieux aujourd’hui afin de préserver leurs traditions ancestrales, c’est leur carnaval (appelé Fasnet ou Fasnacht). Celui-ci remonte, d’après les sources, au XVe siècle et est connu dans sa forme actuelle depuis le XIXe siècle. Il débute officiellement à la fête des rois par une cérémonie de dépoussiérage des masques (Larve) et costumes (Kleidle) traditionnels. Le coup d’envoi véritable se déroule le Jeudi Gras (Schmotziger Donnerstag) où des groupes costumés vont de local en local chroniquer l’année écoulée, tout le monde y passe, y compris les politiques. Le carnaval atteint son paroxysme à partir du dimanche après sa proclamation avec un premier défilé de clowns Bajass (de). Puis vient le défilé historique (historischer Narrensprung) du lundi matin (Lundi des roses = Rosenmontag) aux huit coups du clocher de la Porte noire sous laquelle s’engouffrent plus de 3 000 bouffons (Narren) en costume et masque baroque devant plus de 20 000 spectateurs. Cet envahissement dure jusqu’à midi et l’après-midi est consacrée au traditionnel carnaval de rue avec les Narren qui "narrent" leurs histoires aux passants avec l’appui de leur livre de narration relatant des anecdotes arrivées durant l’année passée. Les soirs durant les six jours du carnaval, les bars sont complets et la fête bat son plein. Le Mardi gras, les bouffons remettent ça le matin et l’après-midi et la ville vibre encore jusqu’à minuit, heure de la fin du carnaval.

## Jumelages
- L'Aquila (Italie)
- Brugg (Suisse)
- Hyères (France)
- Imst (Autriche)